# Maryland (album)
Maryland - debiutancki album studyjny polskiej piosenkarki Marysi Starosty. Wydawnictwo ukazało się 21 listopada 2008 roku nakładem wytwórni muzycznej EMI Music Poland. Pewną popularność w Polsce zyskała pochodzą z płyty piosenka "Nie ma nas", która dotarła do 4. miejsca zestawienia POPLista. Do utworu został zrealizowany również teledysk. Nagrania zostały wyprodukowane przez Grzegorza "Grzecha" Piotrowskiego i Mateusza "Matheo" Schmidta.

## Lista utworów
Opracowano na podstawie materiału źródłowego.
1. "Taka miłość"
2. "Wtedy byłam inna"
3. "Beautiful Flower"
4. "Nie ma nas"
5. "Czas zmienił wszystko"
6. "Czas zmienił wszystko" (utwór instrumentalny)
7. "Wszystkie drogi wiodą mnie do Ciebie" (oraz Borys Szyc)
8. "Na raz, na dwa"
9. "Tyle nocy"
10. "Białe, czarne"
11. "Możesz na własność mnie mieć"
12. "Tonie w mojej głowie noc"